# Brommen
Brommen är en sjö i Flens kommun i Södermanland och ingår i Nyköpingsåns huvudavrinningsområde.